# Coburger Landtag

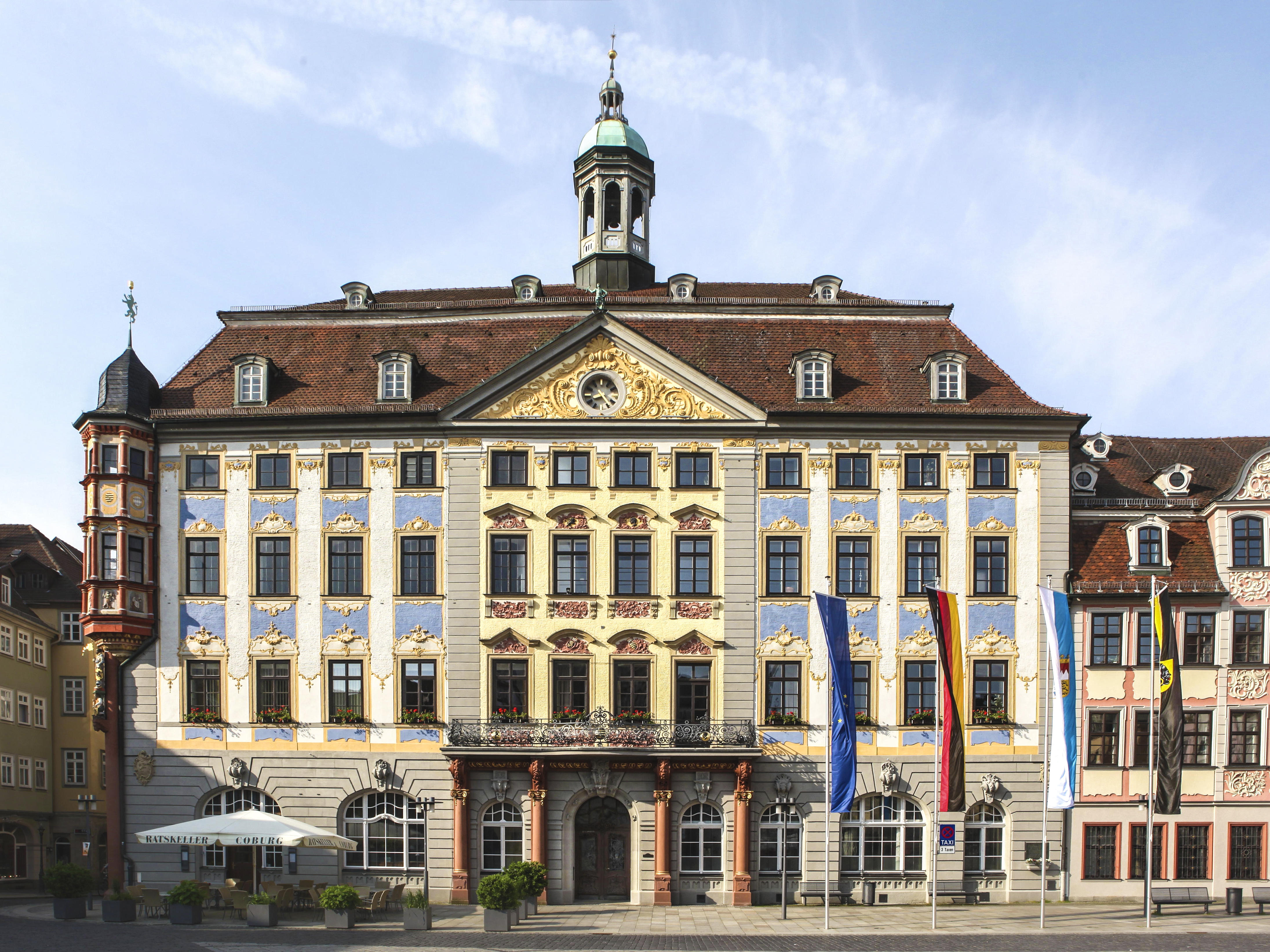
Coburger Rathaus, Sitz des Landtags bis 1881

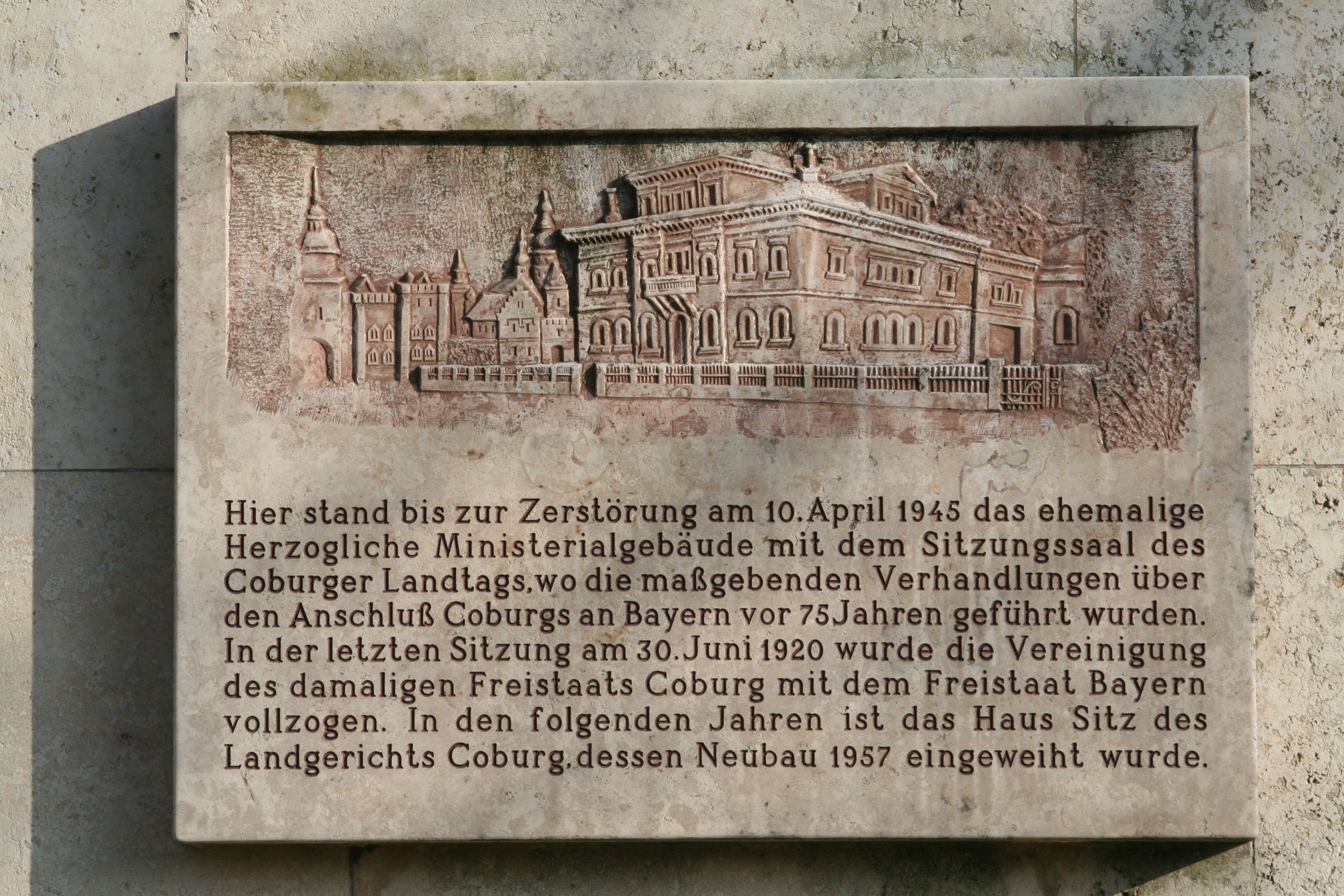
Staatsministerium, Sitz des Landtags ab 1881

Als Coburger Landtag wird die Volksvertretung zunächst von Sachsen-Coburg-Saalfeld und später des Herzogtums Sachsen-Coburg, einem Teil des Doppelherzogtums Sachsen-Coburg und Gotha, zwischen 1821 und 1918 bezeichnet.

## Entstehung

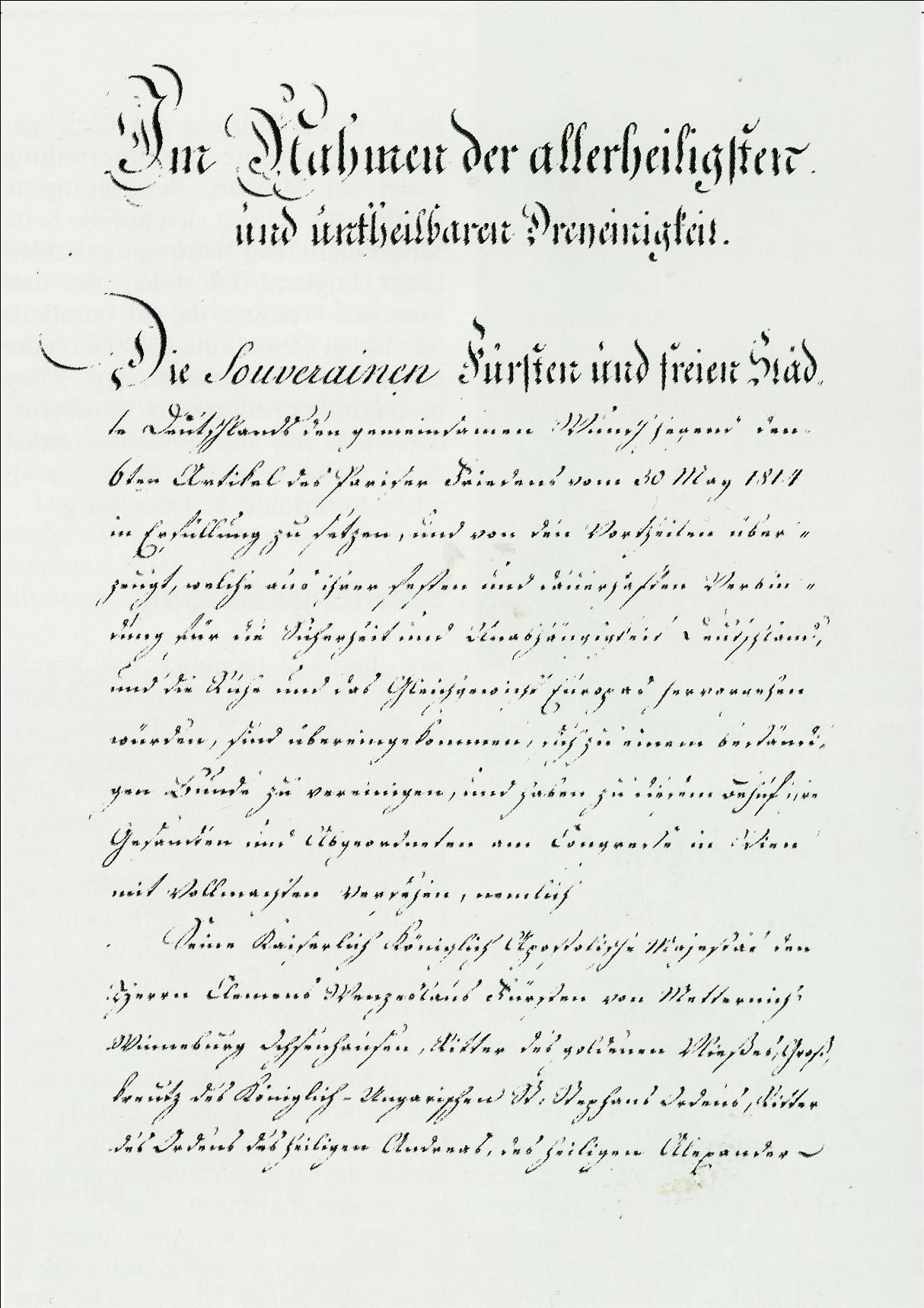
Bundesakte von 1815

Nach den Befreiungskriegen trat Sachsen-Coburg-Saalfeld dem Deutschen Bund bei. § 13 der Deutschen Bundesakte verpflichtete die Bundesstaaten, eine landständige Verfassung einzurichten, die Landstände als Vertretung der Bevölkerung vorsah.
Die Verfassung des Herzogtums Coburg wurde nach längeren Vorarbeiten bereits seit 1804 zunächst von der Landesregierung, nach einer Ständewahl mit diesen erarbeitet und unter dem 8. August 1821 in Kraft gesetzt. Die neue Verfassung sah ein Einkammernparlament vor.

## Zusammensetzung
Sechs der Sitze der Ständeversammlung waren den Rittergutsbesitzern vorbehalten. Drei Sitze wurden von den Rittergutsbesitzern des ehemaligen Fürstentums Coburg gewählt, zwei aus dem Fürstentum Saalfeld und einer aus dem Amt Themar. Ganz bewusst wurde nicht auf die adlige Herkunft, sondern auf den Besitz abgehoben. Im Gegensatz zu den meisten anderen Staaten des Deutschen Bundes musste im Herzogtum Coburg nicht auf die Interessen der mediatisierten Adelsfamilien Rücksicht genommen werden.
Jeweils ein Abgeordneter wurde von den Magistraten der Städte Coburg und Saalfeld bestimmt. Coburg Saalfeld und Pößneck wählten darüber hinaus je einen Vertreter aus der Bürgerschaft. Die restlichen Gemeinden wählten zusammen 6 Mitglieder. Insgesamt hatte der Landtag damit 17 Abgeordnete.
Das aktive Wahlrecht hatten bei den Rittergutsbesitzern natürlich nur diese, in den Städten die Inhaber des Bürgerrechtes und auf dem Land die Hauseigentümer sowie die Geistlichen und Beamten. Das passive Wahlrecht setzte den christlichen Glauben (gleich welcher Konfession), das Staatsbürgerrecht, ein Mindestalter von 30 Jahren sowie einen guten Ruf und finanzielle Solidität voraus.
Als Zensus war vorgeschrieben, dass die Abgeordneten ein Vermögen von 4000 Gulden oder ein Einkommen von 400 Gulden haben mussten.
Die Wahl der Rittergutsbesitzer und der Stadtmagistralen erfolgte direkt durch das jeweilige Organ. Die Wahl der übrigen Mitglieder erfolgte ab der zweiten Wahl indirekt über Wahlmänner. Je 25 Häuser eines Ortes wurde je ein Wahlmann gewählt. Diese bestimmten dann die Abgeordneten. Die Wahl erfolgte nicht geheim, sondern öffentlich.
Dieses Wahlrecht spiegelte die damalige Auffassung von Beteiligungsrechten wider und entsprach bei weitem nicht unseren heutigen Vorstellungen von Demokratie. Die Rittergutsbesitzer, die 1/3 der Mandate innehatten, repräsentierten wenig mehr als 100 Menschen und damit kein Prozent der Wähler. Die Städte waren in etwa gemäß ihrem Anteil an der Bevölkerung vertreten, der bäuerliche Stand weit unterrepräsentiert.

## Kompetenzen
Die Ständeversammlung war keine Legislative im heutigen Sinne, aber am Gesetzgebungsverfahren beteiligt. Sie hatte insbesondere kein Gesetzesinitiativrecht, sondern konnte lediglich Gesetzesentwürfe des Herzogs annehmen oder ablehnen. Eine starke Stellung (verglichen mit anderen Parlamenten dieser Zeit) hatte der Landtag jedoch im Bereich der Haushaltspolitik. Der Landtag hatte ein Haushaltsrecht und konnte über Gesetze, die "die Freiheit und das Eigentum" des Bürger betrafen, entscheiden. Diese starke Stellung zeigte sich unter anderem darin, dass die Kontrolle der Staatsschuldenverwaltung in Sachsen-Coburg durch eine vom Landtag gewählte Kommission erfolgte.
Die Rolle des Haushaltsplans als formelles Gesetz, wie wir sie heute kennen, wurde erstmals in der coburgischen Verfassung festgelegt.

## Mitglieder des ersten Landtags 1821–1828
Der erste Landtag wurde 1821 gewählt und am 20. März 1821 eröffnet. 1826 verließen die neun Abgeordneten von Themar, Pößneck und Gräfenthal aufgrund des Gebietstausches den Landtag. Abgeordnete waren:
| Kurie              | Gebiet              | Name                                                |
| ------------------ | ------------------- | --------------------------------------------------- |
| Rittergutsbesitzer | Fürstentum Coburg   | Forstobermeister Ernst Anton Karl von Imhoff        |
| Rittergutsbesitzer | Fürstentum Coburg   | Feldoberst Ernst August von Donop                   |
| Rittergutsbesitzer | Fürstentum Coburg   | Rat und Kaufmann Johann Schöner                     |
| Rittergutsbesitzer | Fürstentum Saalfeld | Major Anton von Könitz                              |
| Rittergutsbesitzer | Fürstentum Saalfeld | Bergrat Hamann                                      |
| Rittergutsbesitzer | Themer              | Hauptmann von Bünau                                 |
| Magistrat          | Coburg              | Polizeidirektor Johann Andreas Ortloff              |
| Magistrat          | Saalfeld            | Justiz- und Polizeidirektor Rose (Landtagssekretär) |
| Bürgerschaft       | Coburg              | Hofadvokat Andreas Fischer                          |
| Bürgerschaft       | Saalfeld            | Lederhändler Knoch                                  |
| Bürgerschaft       | Pößneck             | Kaufmann Gebhardt                                   |
| Amtsbezirk         | Coburg              | Amtsschultheiß und Gastwirt Andreas Göckel          |
| Amtsbezirk         | Neustadt            | Georg Truckenbrod                                   |
| Amtsbezirk         | Rodach              | Amtstaxator Nicol Flohrschütz                       |
| Amtsbezirk         | Saalfeld            | Michael Franz                                       |
| Amtsbezirk         | Gräfenthal          | Stadtjustiziar Rosenthal                            |
| Amtsbezirk         | Themar              | Amtsverwalter Hedenus                               |

Ernst August von Donop wurde als Landtagsdirektor bestimmt.

## Märzrevolution
Nach der Märzrevolution wurde mit dem Gesetz, die Ständeversammlung und die Wahl der Abgeordneten hierzu betreffend vom 22. April 1848 die Wahl und Zusammensetzung des Landtags verändert. Nun bestand der Landtag aus 18 Abgeordneten, die in ein-Personen-Wahlkreisen in indirekter Wahl gewählt wurden.

## Neuregelung 1852
Mit dem Staatsgrundgesetz für die Herzogtümer Coburg und Gotha vom 3. Mai 1852 wurden die Landtage neu geregelt. Weiterhin bestanden zwei Landtage für Gotha und für Coburg. Der Coburger Landtag hatte 11, der in Gotha 19 Mitglieder. Daneben bestand ein Gemeinschaftlicher Landtag für beide Herzogtümer, der sich aus den Mitgliedern der beiden Speziallandtage zusammensetze. Die Abgeordneten wurden nun in Ein-Personen-Wahlkreisen in indirekter Wahl auf vier Jahre gewählt. Für die Zeit zwischen den Sitzungen des Landtags wählte der Landtag aus seiner Mitte einen Ausschuss, der sich aus dem Landtagspräsidenten und drei weiteren Mitgliedern zusammensetzte.

### Mitglieder des Landtags 1865 bis 1868
| Wahlbezirk | Name                           | Stand                                      |
| ---------- | ------------------------------ | ------------------------------------------ |
| I          | Louis Rückert                  | Rechtsanwalt in Coburg                     |
| II         | Schmidt                        | Sparkassenverwalter in Coburg              |
| III        | Friedrich Köhler               | Rechtsanwalt in Coburg / Landtagspräsident |
| IV         | Feodor Streit                  | Rechtsanwalt in Coburg                     |
| V          | Emil Heinrich Reinhold Deyßing | Justizamtmann in Coburg                    |
| VI         | Alfred Schmidt                 | Bürgermeister in Rodach                    |
| VII        | Johann Eduard Eichhorn         | Hoffischer in Unterlauter                  |
| VIII       | Rudolf Muther                  | Bürgermeister in Coburg                    |
| IX         | Johann Georg Gundermann        | Landwirt in Zedersdorf                     |
| X          | Caspar Metzner                 | Schultheiß in Hofstädten                   |
| XI         | Ronge                          | Magistratsrat in Königsberg                |

Der Ausschuss bestand aus Landtagspräsident Köhler und den Abgeordneten Muther, Deyßing, Schmidt I und Ronge. Stellvertreter waren Rückert, Schmidt II und Streit.

### Mitglieder des Landtags 1869 bis 1872
| Wahlbezirk | Name                           | Stand                                                     |
| ---------- | ------------------------------ | --------------------------------------------------------- |
| I          | Rudolf Muther                  | Bürgermeister in Coburg / Landtagspräsident               |
| II         | Louis Rückert                  | Rechtsanwalt in Coburg / Schriftführer                    |
| III        | Johann Sollmann                | Schlossermeister in Coburg                                |
| IV         | Schubert                       | Gastwirt in Obersiemau                                    |
| V          | Emil Heinrich Reinhold Deyßing | Justizamtmann in Coburg / Vizepräsident                   |
| VI         | Alfred Schmidt                 | Bürgermeister in Rodach / stellvertretender Schriftführer |
| VII        | Johann Eduard Eichhorn         | Landwirt und Webemeister in Unterlauter                   |
| VIII       | Stöckenius                     | Kaufmann in Neustadt                                      |
| IX         | Rudolph Geith                  | Fabrikant in Coburg                                       |
| X          | Caspar Metzner                 | Kaufmann in Weidhausen                                    |
| XI         | Ronge                          | Privatier in Königsberg                                   |

Der Ausschuss bestand aus Landtagspräsident Muther und den Abgeordneten Deyßing, Geith und Schmidt. Stellvertreter waren Rädlein, Sollmann und Ronge.

### Mitglieder des Landtags 1890
| Wahlbezirk | Name                | Stand                                   |
| ---------- | ------------------- | --------------------------------------- |
| I          | Rudolf Muther       | Oberbürgermeister in Coburg / Präsident |
| II         | Ludwig Appel        | Magistratsrat in Coburg                 |
| III        | Emil Forkel         | Rechtsanwalt in Coburg                  |
| IV         | J. W. Schubart      | Rechtsanwalt in Neuses                  |
| V          | Robert Rädlein      | Kaufmann in Weidhausen / Vizepräsident  |
| VI         | Johann Raab         | Gutsbesitzer in Elsa                    |
| VII        | Georg Richard Mönch | Schultheiß in Beuerfeld                 |
| VIII       | Oscar Arnold        | Fabrikant in Neustadt bei Coburg        |
| IX         | Joh. R. Dusch       | Schultheiß in Mönchröden                |
| X          | Wilhelm Gutsel      | Töpfermeister in Sonnefeld              |
| XI         | Georg Lentz         | Bürgermeister in Königsberg             |

Der Ausschuss bestand aus Landtagspräsident Muther und den Abgeordneten Forkel, Rädlein, Arnold und Raab. Stellvertreter waren Dusch und Lentz.

### Mitglieder des Landtags 1907
| Wahlbezirk | Name                      | Stand                                                  |
| ---------- | ------------------------- | ------------------------------------------------------ |
| I          | J. R. Schindhelm          | Korbwarenfabrikant in Coburg                           |
| II         | Friedrich Schumann        | Kaufmann in Coburg / Schriftführer                     |
| III        | Friedrich Bretzfeld       | Rechtsanwalt und Notar in Coburg                       |
| IV         | Friedrich Schlottermüller | Schultheiß in Rossach                                  |
| V          | Carl Hahn                 | Schultheiß in Grub a. F.                               |
| VI         | Adolf Kraus               | Schultheiß in Heldritt                                 |
| VII        | Gottlieb Römhild          | Schultheiß in Meeder / stellvertretender Schriftführer |
| VIII       | Oscar Arnold              | Fabrikant in Neustadt bei Coburg / Präsident           |
| IX         | Emil Eckardt              | Schultheiß in Fechheim                                 |
| X          | Wilhelm Gutsel            | Häfnermeister in Sonnefeld / Vizepräsident             |
| XI         | Reinhold Stepf            | Kaufmann in Königsberg                                 |

Der Ausschuss bestand aus Landtagspräsident Arnold und den Abgeordneten Schumann, Schindhelm und Römhild. Stellvertreter waren Schlottermüller, Bretzfeld und Hahn.

### Mitglieder des Landtags 1908 bis 1911
Bei den Landtagswahlen 1908 wurden ein Sozialdemokrat (Hermann Mämpel), zwei Kandidaten des Freisinns, vier des NLP und vier Agrarier gewählt.
| Wahlbezirk | Name                      | Stand                                                   |
| ---------- | ------------------------- | ------------------------------------------------------- |
| I          | Hermann Mämpel            | Angestellter bei Allgemeinen Ortskrankenkasse in Coburg |
| II         | Ernst Külbel              | Malzfabrikant und Magistratsrat in Coburg               |
| III        | Kleemann                  | Coburg                                                  |
| IV         | Friedrich Schlottermüller | Bürgermeister in Rossach / bis 1915                     |
| V          | Carl Hahn                 | Schultheiß in Grub a. F.                                |
| VI         | Adolf Kraus               | Schultheiß in Heldritt                                  |
| VII        | Gottlieb Römhild          | Bürgermeister in Meeder / Schriftführer                 |
| VIII       | Oscar Arnold              | Fabrikant in Neustadt bei Coburg / Präsident            |
| IX         | Schmidt                   |                                                         |
| X          | Wilhelm Gutsel            | Töpfermeister in Sonnefeld / Vizepräsident              |
| XI         | Reinhold Stepf            | Bürgermeister in Königsberg                             |

### Mitglieder des Landtags 1912 bis 1918
Bei den Landtagswahlen 1912 wurden drei Kandidaten des Freisinns, vier des NLP und vier Agrarier gewählt.
| Wahlbezirk | Name                      | Stand                                                     |
| ---------- | ------------------------- | --------------------------------------------------------- |
| I          | Carl Senkeisen            | Holzwarenfabrikant und Magistratsrat in Coburg            |
| II         | Ernst Külbel              | Malzfabrikant und Magistratsrat in Coburg / Schriftführer |
| III        | Gustav Hirschfeld         | Oberbürgermeister in Coburg                               |
| IV         | Friedrich Schlottermüller | Bürgermeister in Rossach / bis 1915                       |
| IV         | Christian Brückner        | Schultheiß in Haarth / Nachwahl 1915                      |
| V          | Gustav Heß                | Landwirt in Neuses bei Coburg                             |
| VI         | Gustav Langner            | Bürgermeister in Rodach                                   |
| VII        | Gottlieb Römhild          | Bürgermeister in Meeder                                   |
| VIII       | Oscar Arnold              | Fabrikant in Neustadt bei Coburg / Präsident              |
| IX         | Reinhold Göckel           | Mühlenbesitzer und Landwirt in Oberwohlsbach              |
| X          | Wilhelm Gutsel            | Töpfermeister in Sonnefeld / Vizepräsident                |
| XI         | Reinhold Stepf            | Bürgermeister in Königsberg                               |

## Nach dem Ersten Weltkrieg
Infolge des Rücktritts des Herzogs Carl Eduard am 14. November 1918 erlosch das Herzogtum Sachsen-Coburg und Gotha. Hieraus entstanden die Freistaaten Gotha und Coburg. Am 9. Februar 1919 erfolgte die Wahl der elf Mitglieder der Coburger Landesversammlung. Das Wahlbündnis der Bürgerlichen erhielt 41,4 %, die SPD 58,6 %. Die Landesversammlung verabschiedete am 10. März 1919 das „Vorläufige Gesetz über die Gesetzgebung und Verwaltung im Freistaate Coburg“, die provisorische Coburger Verfassung. Mit der Unterzeichnung des „Staatsvertrags über die Verwaltung der gemeinschaftlichen Angelegenheiten der Freistaaten Coburg und Gotha“ wurde am 12. April 1919 die Trennung von Gotha endgültig vollzogen.

## Versammlungsort
Bis 1881 trat der Landtag in der Regimentsstube im Coburger Rathaus zusammen. Danach tagte er im Gebäude des Herzoglichen Staatsministeriums am Ketschentor. Dieses Gebäude, in dem später das Landgericht Coburg untergebracht war, wurde im Zweiten Weltkrieg zerstört.

## Rechtsgrundlagen
- Gesetz, die Wahl der Landtagsabgeordneten für das Herzogthum Coburg betreffend vom 8. Dezember 1846, Gesetzessammlung für das Herzogtum Coburg, Nr. 24, S. 46 ff. Digitalisat
- Gesetz, die Ständeversammlung und die Wahl der Abgeordneten hierzu betreffend vom 22. April 1848, Gesetzessammlung für das Herzogtum Coburg, Nr. 52, S. 87 ff. Digitalisat
- Artikel V bis VIII des Staatsgrundgesetz für die Herzogtümer Coburg und Gotha vom 3. Mai 1852, Gesetzessammlung für das Herzogtum Coburg, Nr. 150, S. 2 ff. Digitalisat
- Wahlordnung 1852, Gesetzessammlung für das Herzogtum Coburg, Nr. 150, S. 51 ff., Digitalisat
- Liste der Wahlbezirke, Gesetzessammlung für das Herzogtum Coburg, Nr. 150, S. 61 ff., Digitalisat
- Gesetz zur Abänderung der Wahlordnung für die Landtage der Herzogtümer Coburg und Gotha (Beilage I zum Staatsgrundgesetz). Vom 9. März 1904, Gesetzessammlung für das Herzogtum Coburg, Nr. 1422, S. 39 ff. Digitalisat